# Furie au Missouri
Pour plus de détails, voir Fiche technique et Distribution.
Furie au Missouri (I giorni della violenza) est un western spaghetti italien réalisé par Alfonso Brescia (crédité comme Al Bradley), sorti en 1967.

## Synopsis
Pendant la guerre de Sécession, au Missouri, un jeune homme, Johs Lee, est témoin du meurtre de son frère et de son épouse, respectivement tués par le capitaine Nordiste Clifford et son supplétif Hank Stone. Jaloux de leur amour réciproque, Clifford a donc assassiné son rival tandis que Stone a tué sa concubine parce qu'elle s'est refusée à lui. Pour les venger, Lee décide donc de quitter sa femme Christine, ainsi que le ranch que tient son beau-père, puis rejoint des mercenaires et rebelles sudistes pour le retrouver. Quant à Christine, elle quitte son père chagriné par la mort de son autre fille pour la ville de Jackson.
À la fin de la guerre, recherché pour meurtre, sa tête est mise à prix pour 5000 dollars et il n'a pas d'autre choix que de retourner chez lui. Or, il constate que Christine est désormais mariée à son ennemi, Clifford. Influencée par son père à son retour de Jackson, et après avoir appris que son mari est désormais un hors-la-loi, elle n'a pas eu le choix pour garder leur ranch. Fou de rage, Lee la kidnappe et s'enfuit avec elle tout en la prenant comme otage. Désormais traqué par Clifford, ses soldats et Stone, Lee prépare sa vengeance.

## Fiche technique
- Titre original : I giorni della violenza
- Titre français : Furie au Missouri
- Autre titre français : Les Jours de la vengeance
- Réalisation :  Alfonso Brescia (crédité comme Al Bradley)
- Scénario : Mario Amendola, Antonio Boccaci, Gian Luigi Buzzi et Paolo Lombardo
- Montage : Antonietta Zita
- Musique : Fausto Rossi
- Photographie : Bruno Nicolai
- Production : Bruno Turchetto
- Société de production : Concord Film
- Sociétés de distribution : Constantin Film, Koch Media, Lighthouse Home Entertainment, 'Sein Wechselgeld ist Blei' et Loving the Classics
- Pays d'origine :  Italie
- Langue originale : italien
- Format : couleur
- Genre : western spaghetti
- Durée : 105 minutes
- Dates de sortie : 
  -  Italie : 10 août 1967
  -  France : 31 mars 1971

## Distribution
- Peter Lee Lawrence : Johs Lee
- Beba Loncar : Christine Evans
- Luigi Vannucchi : capitaine Dan Clifford
- Andrea Bosic : Mr. Evans
- Nello Pazzafini : Butch
- Lucio Rosato : Hank Stone
- Rosalba Neri : Lizzy
- Gianni Solaro : l'homme de Boston
- Romano Puppo : Clell
- Harold Bradley : Nathan